# J2 League
J2 League (J2リーグ J2 Rīgu) là hạng đấu thứ hai của Giải bóng đá chuyên nghiệp Nhật Bản (日本プロサッカーリーグ Nippon Puro Sakkā Rīgu) và là giải đấu cao thứ hai trong hệ thống bóng đá Nhật Bản. Giải (cùng với phần còn lại của J.League) hiện được tài trợ bởi Meiji Yasuda Life vì thế giải có tên chính thức là Meiji Yasuda J2 League. Hiện tại, J2 League là hạng đấu số hai trong Hệ thống các giải bóng đá Nhật Bản. Hạng đấu số một là J1 League.

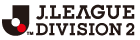
Biểu trưng cũ

Hạng đấu thứ hai dành cho các câu lạc bộ bóng đá Nhật Bản đã tồn tại từ năm 1972; tuy nhiên, bắt đầu lên chuyên nghiệp là từ mùa 1999 với 10 câu lạc bộ. Mùa đó có một đội rớt từ hạng đấu cao nhất và 9 đội từ giải bán chuyên hạng hai Giải bóng đá Nhật Bản cũ để tạo thành J2 League. Còn lại 7 đội của Giải bóng đá Nhật Bản, một đội mới thành lập Yokohama FC, cùng với một đội lên từ Giải Khu vực, thành lập giải 9 đội mang tên Giải bóng đá Nhật Bản, hạng thứ ba của bóng đá Nhật Bản. Hạng đấu thứ ba hiện tại là J3 League.

## Lịch sử

### Các mốc thời gian
| Năm  | Sự kiện quan trọng | # J2 | Lên hạng | Xuống hạng |
| ---- | --- | ---- | -------- | ---------- |
| 1999 | - J. League có hai hạng đấu, với 9 câu lạc bộ từ Giải bóng đá Nhật Bản, cùng với động xuống hạng Consadole Sapporo: Montedio Yamagata, Vegalta Sendai, Omiya Ardija, Kawasaki Frontale, Ventforet Kofu, Sagan Tosu, FC Tokyo, Albirex Niigata, và Oita Trinita - Giải bóng đá Nhật Bản được tổ chức lại, trở thành hạng đấu thứ ba Giải bóng đá Nhật Bản (JFL). Ghi chú: Để phân biệt JFL cũ và mới, JFL mới được gọi là Giải bóng đá Nihon trong tiếng Nhật. | 10   | 2        | 0          |
| 2000 | - Mito HollyHock lên hạng từ Giải bóng đá Nhật Bản | 11   | 2        | 0          |
| 2001 | - Yokohama FC lên hạng từ Giải bóng đá Nhật Bản | 12   | 2        | 0          |
| 2002 | - Hiệp phụ được bỏ ở Hạng 2 và hệ thống tính điểm truyền thống 3-1-0 trở lại | 12   | 2        | 0          |
| 2003 | | 12   | 2        | 0          |
| 2004 | - Bắt đầu hai lượt đi-về Trận tranh Lên/Xuống hạng J. League để mở rộng giải đấu cao nhất lên 18 câu lạc bộ vào năm kế tiếp | 12   | 2.5      | 0          |
| 2005 | - J. League Hạng 1 mở rộng lên 18 câu lạc bộ (không có câu lạc bộ xuống hạng J1 mùa 2004) - Tokushima Vortis và Thespa Kusatsu lên hạng từ Giải bóng đá Nhật Bản | 12   | 2.5      | 0          |
| 2006 | - Ehime F.C. lên hạng từ Giải bóng đá Nhật Bản - Luật bàn thắng sân khách được sử dụng tại Trận tranh Lên/Xuống hạng J. League - Thành lập ủy ban mở rộng J.League và đưa trở lại Thành viên Liên kết J. League | 13   | 2.5      | 0          |
| 2007 | | 13   | 2.5      | 0          |
| 2008 | - Hai câu lạc bộ tiếp theo lên hạng từ Giải bóng đá Nhật Bản: Roasso Kumamoto và F.C. Gifu - Hạng 2 sử dụng thể thức vòng tròn 3 lượt thay cho vòng tròn 4 lượt | 15   | 2.5      | 0          |
| 2009 | - Ba câu lạc bộ tiếp theo lên hạng từ Giải bóng đá Nhật Bản: Tochigi S.C., Kataller Toyama và Fagiano Okayama - Trận tranh Lên/Xuống hạng J. League được loại bỏ đội thứ 3 được mặc định lên J1 | 18   | 3        | 0          |
| 2010 | - One club is promoted from Giải bóng đá Nhật Bản: Giravanz Kitakyushu - Division 2 adopts the double-round-robin format from triple-round-robin | 19   | 3        | 0          |
| 2011 | - Câu lạc bộ tiếp theo lên hạng từ Giải bóng đá Nhật Bản: Gainare Tottori | 20   | 3        | 0          |
| 2012 | - Matsumoto Yamaga và Machida Zelvia lên hạng từ Giải bóng đá Nhật Bản - Trận tranh playoff dành cho suất lên hạng thứ 3 được giới thiệu - Quyết định xuống hạng Giải bóng đá Nhật Bản được thông qua. Machida Zelvia trở thành câu lạc bộ đầu tiên xuống hạng từ Hạng 2. | 22   | 3        | 1          |
| 2013 | - Câu lạc bộ tiếp theo lên hạng từ Giải bóng đá Nhật Bản: V-Varen Nagasaki - Gainare Tottori trở thành câu lạc bộ đầu tiên xuống giải J.League Hạng 3 mới sau khi để thua trong trận tranh Lên/Xuống hạng với Kamatamare Sanuki, câu lạc bộ cuối cùng lên hạng từ Giải bóng đá Nhật Bản. | 22   | 3        | 0.5        |
| 2014 | - Kataller Toyama xuống hạng J.League Hạng 3, và Kamatamare Sanuki thi đấu và chiến thắng trận tranh Lên/Xuống hạng đầu tiên với đội á quân J3. Zweigen Kanazawa trở thành đội đầu tiên lên hạng từ J.League Hạng 3. | 22   | 3        | 1.5        |

## Mùa giải 2015

### Thể thức mùa giải(2015)
Hai mươi hai câu lạc bộ sẽ chơi trong hai định dạng vòng tròn một lượt, tổng cộng 42 trận mỗi. Một câu lạc bộ nhận được 3 điểm cho một trận thắng, 1 điểm cho trận hòa, và 0 điểm  khi thua. Các câu lạc bộ được xếp hạng theo điểm và nếu có nhiều hơn 2 đội bằng điểm sẽ phân định theo thứ tự như sau: 
- Hiệu số bàn thắng bại
- Số bàn thắng ghi được
- Kết quả đối đầu trực tiếp
- Điểm kỷ luật

Một trận hòa sẽ được tiến hành, nếu cần thiết. Tuy nhiên, nếu hai CLB cùng đứng đầu, cả hai câu lạc bộ cùng là nhà vô địch. Hai câu lạc bộ hàng đầu sẽ được thăng hạng trực tiếp đến J1, và tấm vé thứ 3 lên hạng sẽ được quyết định trong loạt playoff giữa các câu lạc bộ từ thứ 4 đến thứ 6. Lưu ý rằng để tham gia vào playoffs câu lạc bộ phải có giấy phép J1; nếu một hoặc nhiều các câu lạc bộ không có giấy phép J1 thì họ sẽ không được phép đá playoffs và sẽ không được thay thế bởi các câu lạc bộ khác.
Quy định về xuống hạng (J3 League): Tổng số đội phải xuống hạng cao nhất là đội tùy vào kết quả cuối cùng của giải J3 League và bên cạnh đội lên hạng phải có giấy phép J2
Cơ cấu giải thưởng
- Đội Vô Địch: 20,000,000 Yen
- Đội xếp thứ 2: 10,000,000 Yen
- Đội xếp thứ 3: 5,000,000 Yen

### Các câu lạc bộ tham dự (2015)
| Câu lạc bộ          | Năm gia nhập | Số mùa tại J2 | Trụ sở                       | Mùa đầu tiên tại hạng 2 | Số mùa tại hạng 2 | Giai đoạn hiện tại ở hạng 2 | Giai đoạn gần nhất ở hạng cao nhất |
| ------------------- | ------------ | ------------- | ---------------------------- | ----------------------- | ----------------- | --------------------------- | ---------------------------------- |
| Omiya Ardija        | 1999         | 7             | Saitama, Saitama             | 1987/88                 | 17                | 2015—                       | 2005–2014                          |
| Avispa Fukuoka      | 1996 (J)     | 12            | Fukuoka (thành phố), Fukuoka | 1991/92                 | 16                | 2011—                       | 2011                               |
| Cerezo Osaka        | 1995 (J)     | 5             | Osaka (thành phố), Osaka     | 1991/92                 | 9                 | 2015—                       | 2010–2014                          |
| Consadole Sapporo   | 1998 (J)     | 13            | Sapporo, Hokkaido            | 1978                    | 30                | 2013—                       | 2012                               |
| Ehime FC            | 2006         | 10            | Toàn Ehime                   | 2006                    | 10                | 2006—                       | —                                  |
| Fagiano Okayama     | 2009         | 7             | Toàn Okayama                 | 2009                    | 7                 | 2009—                       | —                                  |
| FC Gifu             | 2008         | 8             | Toàn Gifu                    | 2008                    | 8                 | 2008—                       | —                                  |
| Giravanz Kitakyushu | 2010         | 6             | Kitakyushu, Fukuoka          | 2010                    | 6                 | 2010—                       | —                                  |
| Mito HollyHock      | 2000         | 16            | Mito, Ibaraki                | 1997                    | 18                | 2000—                       | —                                  |
| JEF United Chiba    | 1993 (J)     | 6             | Chiba & Ichihara, Chiba      | 2009                    | 6                 | 2009—                       | 1965–2009                          |
| Júbilo Iwata        | 1994 (J)     | 2             | Iwata, Shizuoka              | 1979                    | 6                 | 2014—                       | 1994–2013                          |
| Kamatamare Sanuki   | 2014         | 2             | Takamatsu, Kagawa            | 2014                    | 2                 | 2014—                       | —                                  |
| Roasso Kumamoto     | 2008         | 8             | Kumamoto, Kumamoto           | 2008                    | 8                 | 2008—                       | —                                  |
| Kyoto Sanga         | 1996 (J)     | 9             | Tây Nam Kyoto                | 1972                    | 22                | 2010—                       | 2008–2010                          |
| Thespa Kusatsu      | 2005         | 11            | Toàn Gunma                   | 2005                    | 11                | 2005—                       | —                                  |
| Tochigi SC          | 2009         | 7             | Utsunomiya, Tochigi          | 2009                    | 7                 | 2009—                       |                                    |
| Oita Trinita        | 1999         | 9             | Ōita, Ōita                   | 1996                    | 12                | 2014—                       | 2013                               |
| Tokyo Verdy         | 1993 (J)     | 9             | Tokyo                        | 1972                    | 15                | 2009—                       | 2008                               |
| Yokohama FC         | 2001         | 14            | Yokohama, Kanagawa           | 2001                    | 14                | 2008—                       | 2007                               |
| V-Varen Nagasaki    | 2013         | 3             | Toàn Nagasaki                | 2013                    | 3                 | 2013—                       | —                                  |
| Tokushima Vortis    | 2005         | 10            | Toàn Tokushima               | 1990/91                 | 17                | 2015—                       | 2014                               |
| Zweigen Kanazawa    | 2014 (J3)    | 1             | Kanazawa, Ishikawa           | 2015                    | 1                 | 2015—                       | —                                  |

- Nền xám chỉ các câu lạc bộ gần nhất xuống hạng/giáng từ Hạng 1.
- Nền hồng chỉ các câu lạc bộ gần nhất lên hạng từ J3 League.
- "Năm gia nhập" là năm câu lạc bộ gia nhập J. League.
- "Mùa giải đầu tiên tại hạng 2," "Số mùa tại hạng 2," "Giai đoạn hiện tại ở hạng 2," bao gồm tất cả các giải đấu xếp thứ hai: hạng hai của Giải bóng đá Nhật Bản và Giải bóng đá Nhật Bản cũ.
- "Giai đoạn gần nhất ở hạng cao nhất" bao gồm cả Giải bóng đá Nhật Bản Hạng Nhất.

### Sân vận động (2016)
Các sân sử dụng tại J. League mùa giải 2016
| Shimizu S-Pulse         | Matsumoto Yamaga FC       | Cerezo Osaka               | Consadole Sapporo            | Ehime F.C.               | Fagiano Okayama               |
| ----------------------- | ------------------------- | -------------------------- | ---------------------------- | ------------------------ | ----------------------------- |
| IAI Stadium Nihondaira  | Matsumoto Stadium         | Nagai Stadium              | Sapporo Dome                 | Ningineer Stadium        | Kanko Stadium                 |
| Sức chứa: 20,339        | Sức chứa: 20,396          | Sức chứa: 47,816           | Sức chứa: 41,484             | Sức chứa: 11,609         | Sức chứa: 20,000              |
|                         |                           |                            |                              |                          |                               |
| F.C. Gifu               | Giravanz Kitakyushu       | JEF United Ichihara Chiba  | Montedio Yamagata            | Kamatamare Sanuki        | Kyoto Sanga F.C.              |
| Gifu Nagaragawa Stadium | Honjō Athletic Stadium    | Fukuda Denshi Arena        | ND Soft Stadium              | Kagawa Marugame Stadium  | Nishikyogoku Athletic Stadium |
| Sức chứa: 20,000        | Sức chứa: 10,202          | Sức chứa: 18,500           | Sức chứa: 20,315             | Sức chứa: 30,099         | Sức chứa: 20,588              |
|                         |                           |                            |                              |                          |                               |
| Mito Hollyhock          | Roasso Kumamoto           | Thespakusatsu Gunma        | Renofa Yamaguchi FC          | FC Machida Zelvia        | Tokyo Verdy                   |
| K's denki Stadium Mito  | Umakana Yokana Stadium    | Shoda Shoyu Stadium Gunma  | Yamaguchi Ishin Park Stadium | Machida Athletic Stadium | Ajinomoto Stadium             |
| Sức chứa: 12,000        | Sức chứa: 32,000          | Sức chứa: 10,120           | Sức chứa: 20,000             | Sức chứa: 8,924          | Sức chứa: 49,970              |
|                         |                           |                            |                              |                          |                               |
| Tokushima Vortis        | V-Varen Nagasaki          | Yokohama FC                | Zweigen Kanazawa             |                          |                               |
| Pocarisweat Stadium     | Nagasaki Athletic Stadium | Nippatsu Mitsuzawa Stadium | Ishikawa Kanazawa Stadium    |                          |                               |
| Sức chứa: 14,303        | Sức chứa: 20,246          | Sức chứa: 15,454           | Sức chứa: 20,000             |                          |                               |
|                         |                           |                            |                              |                          |                               |

### Câu lạc bộ cũ
| Câu lạc bộ          | Năm gia nhập | Số mùa tại J2 | Trụ sở                   | Mùa đầu tiên tại hạng 2 | Số mùa tại hạng 2 | Giai đoạn gần nhất ở hạng 2 | Hạng đấu hiện tại |
| ------------------- | ------------ | ------------- | ------------------------ | ----------------------- | ----------------- | --------------------------- | ----------------- |
| Albirex Niigata     | 1999         | 5             | Niigata & Seiro, Niigata | 1998                    | 6                 | 1998–2003                   | J1                |
| Shonan Bellmare     | 1994 (J)     | 13            | Hiratsuka, Kanagawa      | 1990/91                 | 17                | 2014                        | J1                |
| Kawasaki Frontale   | 1999         | 5             | Kawasaki, Kanagawa       | 1972                    | 25                | 2001–2004                   | J1                |
| Gainare Tottori     | 2011         | 3             | Toàn Tottori             | 2011                    | 3                 | 2011–2013                   | J3                |
| Gamba Osaka         | 1993 (J)     | 1             | Suita, Osaka             | 1984                    | 4                 | 2013                        | J1                |
| Kataller Toyama     | 2009         | 6             | Toàn Toyama              | 2009                    | 6                 | 2009–2014                   | J3                |
| Montedio Yamagata   | 1999         | 13            | Toàn Yamagata            | 1994                    | 18                | 2011–2014                   | J1                |
| Kashiwa Reysol      | 1995 (J)     | 2             | Kashiwa, Chiba           | 1987/88                 | 8                 | 2010                        | J1                |
| Urawa Red Diamonds  | 1993 (J)     | 1             | Saitama, Saitama         | 1989/90                 | 2                 | 2000                        | J1                |
| Sagan Tosu          | 1999         | 13            | Tosu, Saga               | 1997                    | 15                | 1997–2011                   | J1                |
| Sanfrecce Hiroshima | 1993 (J)     | 2             | Hiroshima, Hiroshima     | 1984                    | 7                 | 2008                        | J1                |
| F.C. Tokyo          | 1999         | 2             | Tokyo                    | 1991/92                 | 10                | 2011                        | J1                |
| Vegalta Sendai      | 1999         | 9             | Sendai, Miyagi           | 1995                    | 13                | 2004–2009                   | J1                |
| Ventforet Kofu      | 1999         | 11            | Toàn Yamanashi           | 1972                    | 36                | 2012                        | J1                |
| Vissel Kobe         | 1997 (J)     | 2             | Kobe, Hyōgo              | 1986/87                 | 11                | 2013                        | J1                |
| Matsumoto Yamaga    | 2012         | 3             | Matsumoto, Nagano        | 2012                    | 3                 | 2012–2014                   | J1                |
| Machida Zelvia      | 2012         | 1             | Machida, Tokyo           | 2012                    | 1                 | 2012                        | J3                |

- Nền xám chỉ các câu lạc bộ gần nhất xuống hạng/giáng từ J3 League.
- Nền hồng chỉ các câu lạc bộ gần nhất lên hạng từ Hạng 1.
- "Năm gia nhập" là năm câu lạc bộ gia nhập J. League.
- "Mùa giải đầu tiên tại hạng 2," "Số mùa tại hạng 2," "Giai đoạn hiện tại ở hạng 2," bao gồm tất cả các giải đấu xếp thứ hai: hạng hai của Giải bóng đá Nhật Bản và Giải bóng đá Nhật Bản cũ.

## Lịch sử vô địch/lên hạng
Hai đội dẫn đầu sẽ lên hạng. Từ mùa 2004 đến 2008, đội xếp thứ 3 sẽ đá Trận tranh Lên/Xuống hạng J.League với đội thứ 16 của J1. Từ mùa 2009 tới 2011, đội thứ 3 lên hạng thẳng. Bắt đầu từ mùa 2012, suất lên hạng thứ ba sẽ được quyết định bằng playoff giữa các đội từ thứ 3 tới thứ 6.
| Năm  | Vô địch             | Á quân              | Hạng 3                  | Đội thắng Play-off        |
| ---- | ------------------- | ------------------- | ----------------------- | ------------------------- |
| 1999 | Kawasaki Frontale   | F.C. Tokyo          | Oita Trinita            |                           |
| 2000 | Consadole Sapporo   | Urawa Red Diamonds  | Oita Trinita            |                           |
| 2001 | Kyoto Purple Sanga  | Vegalta Sendai      | Montedio Yamagata       |                           |
| 2002 | Oita Trinita        | Cerezo Osaka        | Albirex Niigata         |                           |
| 2003 | Albirex Niigata     | Sanfrecce Hiroshima | Kawasaki Frontale       |                           |
| 2004 | Kawasaki Frontale   | Omiya Ardija        | Avispa Fukuoka †        |                           |
| 2005 | Kyoto Purple Sanga  | Avispa Fukuoka      | Ventforet Kofu ‡        |                           |
| 2006 | Yokohama FC         | Kashiwa Reysol      | Vissel Kobe ‡           |                           |
| 2007 | Consadole Sapporo   | Tokyo Verdy 1969    | Kyoto Sanga ‡           |                           |
| 2008 | Sanfrecce Hiroshima | Montedio Yamagata   | Vegalta Sendai†         |                           |
| 2009 | Vegalta Sendai      | Cerezo Osaka        | Shonan Bellmare         |                           |
| 2010 | Kashiwa Reysol      | Ventforet Kofu      | Avispa Fukuoka          |                           |
| 2011 | F.C. Tokyo          | Sagan Tosu          | Consadole Sapporo       |                           |
| 2012 | Ventforet Kofu      | Shonan Bellmare     | Kyoto Sanga             | Oita Trinita (thứ 6)      |
| 2013 | Gamba Osaka         | Vissel Kobe         | Kyoto Sanga             | Tokushima Vortis (thứ 4)  |
| 2014 | Shonan Bellmare     | Matsumoto Yamaga    | JEF United Chiba        | Montedio Yamagata (thứ 6) |
| 2015 | Omiya Ardija        | Júbilo Iwata        | Avispa Fukuoka‡         | Avispa Fukuoka‡           |
| 2016 | Consadole Sapporo   | Shimizu S-Pulse     | Matsumoto Yamaga        | Cerezo Osaka (thứ 4)‡     |
| 2017 | Shonan Bellmare     | V-Varen Nagasaki    | Nagoya Grampus (thứ 3)‡ | Nagoya Grampus (thứ 3)‡   |

* Đậm chỉ các đội lên hạng;
† Thua Trận tranh Lên/Xuống hạng J.League;
‡ Thắng Trận tranh Lên/Xuống hạng J.League và lên hạng;

### Những câu lạc bộ thành công nhất
Câu lạc bộ đậm đang thi đấu tại J2 mùa 2015.
| Câu lạc bộ          | Vô địch | Á quân | Lê hạng | Năm vô địch | Năm á quân | Năm lên hạng          |
| ------------------- | ------- | ------ | ------- | ----------- | ---------- | --------------------- |
| Kyoto Sanga         | 2       | 0      | 3       | 2001, 2005  |            | 2001, 2005, 2007      |
| Consadole Sapporo   | 2       | 0      | 3       | 2000, 2007  |            | 2000, 2007, 2011      |
| Kawasaki Frontale   | 2       | 0      | 2       | 1999, 2004  |            | 1999, 2004            |
| Ventforet Kofu      | 1       | 1      | 3       | 2012        | 2010       | 2005, 2010, 2012      |
| Shonan Bellmare     | 2       | 1      | 4       | 2014,2017   | 2012       | 2009, 2012, 2014,2017 |
| Sanfrecce Hiroshima | 1       | 1      | 2       | 2008        | 2003       | 2003, 2008            |
| Vegalta Sendai      | 1       | 1      | 2       | 2009        | 2001       | 2001, 2009            |
| Kashiwa Reysol      | 1       | 1      | 2       | 2010        | 2006       | 2006, 2010            |
| F.C. Tokyo          | 1       | 1      | 2       | 2011        | 1999       | 1999, 2011            |
| Oita Trinita        | 1       | 0      | 2       | 2002        |            | 2002, 2012            |
| Albirex Niigata     | 1       | 0      | 1       | 2003        |            | 2003                  |
| Yokohama FC         | 1       | 0      | 1       | 2006        |            | 2006                  |
| Gamba Osaka         | 1       | 0      | 1       | 2013        |            | 2013                  |
| Cerezo Osaka        | 0       | 2      | 3       |             | 2002, 2009 | 2002, 2009,2016       |
| Avispa Fukuoka      | 0       | 1      | 2       |             | 2005       | 2005, 2010            |
| Vissel Kobe         | 0       | 1      | 2       |             | 2013       | 2006, 2013            |
| Montedio Yamagata   | 0       | 1      | 2       |             | 2008       | 2008, 2014            |
| Urawa Red Diamonds  | 0       | 1      | 1       |             | 2000       | 2000                  |
| Omiya Ardija        | 0       | 1      | 1       |             | 2004       | 2004                  |
| Tokyo Verdy         | 0       | 1      | 1       |             | 2007       | 2007                  |
| Sagan Tosu          | 0       | 1      | 1       |             | 2011       | 2011                  |
| Matsumoto Yamaga    | 0       | 1      | 1       |             | 2014       | 2014                  |
| Tokushima Vortis    | 0       | 0      | 1       |             |            | 2013                  |
| Nagoya Grampus      | 0       | 0      | 1       |             |            | 2017                  |

### Kết quả Play-Off Lên hạng
| Mùa  | Bán kết 1 (thứ 3 với thứ 6)          | Bán kết 2 (thứ 4 với thứ 5)           | Chung kết                              |
| ---- | ------------------------------------ | ------------------------------------- | -------------------------------------- |
| 2012 | Kyoto Sanga 0–4 Oita Trinita         | Yokohama FC 0–4 JEF United Chiba      | Oita Trinita 1–0 JEF United Chiba      |
| 2013 | Kyoto Sanga 0–0 V-Varen Nagasaki     | Tokushima Vortis 1–1 JEF United Chiba | Kyoto Sanga 0–2 Tokushima Vortis       |
| 2014 | không diễn ra                        | Júbilo Iwata 1–2 Montedio Yamagata    | JEF United Chiba 0–1 Montedio Yamagata |
| 2015 | Avispa Fukuoka 1–0 V-Varen Nagasaki  | Cerezo Osaka 0–0 Ehime FC             | Avispa Fukuoka 1–1 Cerezo Osaka        |
| 2016 | Matsumoto Yamaga 1–2 Fagiano Okayama | Cerezo Osaka 1–1 Kyoto Sanga          | Cerezo Osaka 1–0 Fagiano Okayama       |
| 2017 | Nagoya Grampus 4–2 JEF United Chiba  | Avispa Fukuoka 1–0 Tokyo Verdy        | Nagoya Grampus 0–0 Avispa Fukuoka      |

Kết quả
| Câu lạc bộ        | Tham dự | Vô địch | Á quân | Sô mùa tham dự   | Năm vô địch | Năm á quân |
| ----------------- | ------- | ------- | ------ | ---------------- | ----------- | ---------- |
| Oita Trinita      | 1       | 1       | 0      | 2012             | 2012        |            |
| Avispa Fukuoka    | 2       | 1       | 1      | 2015,2017        | 2015        | 2017       |
| Tokushima Vortis  | 1       | 1       | 0      | 2013             | 2013        |            |
| Montedio Yamagata | 2       | 1       | 0      | 2014,2016        | 2014        |            |
| Nagoya Grampus    | 1       | 1       | 0      | 2017             | 2017        |            |
| JEF United Chiba  | 3       | 0       | 2      | 2012, 2013, 2014 |             | 2012, 2014 |
| Kyoto Sanga       | 2       | 0       | 1      | 2012, 2013       |             | 2013       |
| Yokohama FC       | 1       | 0       | 0      | 2012             |             |            |
| V-Varen Nagasaki  | 1       | 0       | 0      | 2013             |             |            |
| Júbilo Iwata      | 1       | 0       | 0      | 2014             |             |            |
| Cerezo Osaka      | 2       | 1       | 1      | 2015,2016        | 2016        | 2015       |
| Ehime FC          | 1       | 0       | 0      | 2015             |             |            |
| Fagiano Okayama   | 1       | 0       | 0      | 2016             |             |            |
| Tokyo Verdy       | 1       | 0       | 0      | 2017             |             |            |

## Lịch sử xuống hạng
Sau khi hình thành các hạng đấu thứ hai, giải đấu đã không thực hiện bất kỳ sự xuống hạng nào giữa J2 và (trước đây) hạng đấu thứ ba Giải bóng đá Nhật Bản, và trao đổi giữa các hạng chỉ diễn ra một chiều. Sau nhiều năm mở rộng dần dần các hạng đấu đã đạt số lượng theo kế hoạch là 22 đội, do đó J. League đã cho phép bắt đầu có xuống hạng JFL. Machida Zelvia đã có một cột mốc không hạnh phúc trong năm 2012, trở thành đội bóng đầu tiên bị xuống hạng từ J2 (và đội duy nhất bị xuống JFL). Năm sau đó, giải đấu chuyên nghiệp J3 League đã được hình thành, đánh dấu việc xuống hạng giữa hạng đấu thứ hai và thứ ba một cách cố định.
Các quy định trao đổi giữa J2 và J3 như sau: đội xếp cuối J2 xuống hạng ngay lập tức và được thay thế bởi nhà vô địch J3; trong khi đội xếp ở vị trí thứ 21 J2 sẽ thi đấu trận playoff với đội á quân J3. Nếu cử một hoặc cả hai đội của J3 không có giấy phép thi đấu tại J2, họ không được phép lên hạng, và suất xuống hạng J2 sẽ được giảm cho phù hợp.
| Năm  | Xếp thứ 21         | Xếp thứ 22          |
| ---- | ------------------ | ------------------- |
| 2012 | FC Gifu            | Machida Zelvia      |
| 2013 | FC Gifu            | Gainare Tottori‡    |
| 2014 | Kamatamare Sanuki† | Kataller Toyama     |
| 2015 | Oita Trinita‡      | Tochigi SC          |
| 2016 | Zweigen Kanazawa†  | Giravanz Kitakyushu |
| 2017 | Roasso Kumamoto    | Thespakusatsu Gunma |

* Đậm chỉ các câu lạc bộ xuống hạng;
†Thắng trận play-off với đội JFL hoặc J3;
‡ Thua trận play-off với đội JFL hoặc J3 và xuống hạng

## Giải khác
Quốc nội
- Cúp Hoàng đế (1921—)
- XEROX Super Cup (1994—)

Không còn tồn tại
- Trận tranh Lên/Xuống hạng J.League (2004–2008)

## Cầu thủ và huấn luyện viên

### Huấn luyện viên
- Danh sách huấn luyện viên J.League

### Cầu thủ ghi nhiều bàn thắng nhất
| Năm  | Cầu thủ       | Quốc tịch  | Đội                 | Bàn thắng |
| ---- | ------------- | ---------- | ------------------- | --------- |
| 1999 | Takuya Jinno  | Nhật Bản   | Oita Trinita        | 19        |
| 2000 | Emerson Sheik | Brasil     | Consadole Sapporo   | 31        |
| 2001 | Marcos        | Brasil     | Vegalta Sendai      | 34        |
| 2002 | Marx          | Brasil     | Albirex Niigata     | 19        |
| 2003 | Marx          | Brasil     | Albirex Niigata     | 32        |
| 2004 | Juninho       | Brasil     | Kawasaki Frontale   | 37        |
| 2005 | Paulinho      | Brasil     | Kyoto Purple Sanga  | 22        |
| 2006 | Borges        | Brasil     | Vegalta Sendai      | 26        |
| 2007 | Hulk          | Brasil     | Tokyo Verdy         | 37        |
| 2008 | Hisato Sato   | Nhật Bản   | Sanfrecce Hiroshima | 28        |
| 2009 | Shinji Kagawa | Nhật Bản   | Cerezo Osaka        | 27        |
| 2010 | Mike Havenaar | Nhật Bản   | Ventforet Kofu      | 20        |
| 2011 | Yohei Toyoda  | Nhật Bản   | Sagan Tosu          | 23        |
| 2012 | Davi          | Brasil     | Ventforet Kofu      | 32        |
| 2013 | Kempes        | Brasil     | JEF United Chiba    | 22        |
| 2014 | Masashi Oguro | Nhật Bản   | Kyoto Sanga         | 26        |
| 2015 | Jay Bothroyd  | Anh        | Júbilo Iwata        | 20        |
| 2016 | Jong Tae-se   | Triều Tiên | Shimizu S-Pulse     | 26        |
| 2017 | Ibba Laajab   | Na Uy      | Yokohama FC         | 21        |
| 2018 | Genki Omae    | Nhật Bản   | Omiya Ardija        | 24        |